# 普罗布斯泰尔哈根
普罗布斯泰尔哈根是德国石勒苏益格-荷尔斯泰因州的一个市镇。总面积14.95平方公里，总人口2132人，其中男性1060人，女性1072人（2011年12月31日），人口密度143人/平方公里。